# Château de la Vieuxville
Le château de la Vieuxville est un édifice situé à Saint-Cast-le-Guildo, en France.

## Localisation
Le château est situé sur le territoire de la commune de Saint-Cast-le-Guildo, rue du Moulin d'Anne, dans le département des Côtes-d'Armor, en région Bretagne.

## Description
Le château est construit selon un corps de logis de plan rectangulaire allongé, à double orientation, construit en schiste et en granite, comprenant un étage carré et un étage de comble. Élévation ordonnancée à six travées. Tour d'escalier hors-œuvre à pans coupés à l'arrière. Traces de reprises de maçonnerie en façade indiquant l'ajout d'une sixième travée. Porte et lucarnes architecturées. Maison de plan rectangulaire sur sous-sol, réunissant sous le même toit deux logis de plan massé. Étable de plan rectangulaire allongé, à porte cintrée en mur-pignon. Ecurie de plan rectangulaire, à porte et porte haute cintrées en mur-pignon. Remise à automobile de plan massé, construite en schiste, couverte d'un toit à longs pans et demi-croupe avec aisseliers de bois décoratifs. Deux bâtiments de plan massé de part et d'autre de l'entrée de la cour, à un étage carré, construits en schiste et granite, dont un ouvert en gouttereau et l'autre en pignon.

## Historique
Le château a été construit entre 1804 et 1826 par Jean-Jérome-François Besnard, propriétaire du lieu, sur le site d'un ancien manoir choisi dès le Moyen Âge comme la résidence principale des seigneurs de Gouyon-Beaucorps. L'analyse des plans par masse de culture et du cadastre napoléonien révèle la construction d'un nouveau corps de logis et le choix d'une nouvelle orientation entre 1804 et 1826. Reconstruit au cours du XIXe siècle, agrandi par la construction d'une tour d'escalier au XXe siècle, il est cédé à l'évêché de Saint-Brieuc en 1940, puis revendu la même année à l'inspecteur général des haras Le Harivel de Gonneville qui ajoute au corps de logis une sixième travée et entreprend plusieurs modifications dans les dépendances. Le site comprend également deux logements mitoyens du XIXe siècle. Étable et écurie datant de la fin du XVIIIe siècle. Remise à automobile datant du XXe siècle. Bâtiments de part et d'autre de l'entrée de la cour datant du XVIIe siècle. Ancienne métairie de la porte restaurée et remaniée au XXe siècle.
Le château est inscrit à l'inventaire général du patrimoine culturel.